# Ramsloh (Saterland)

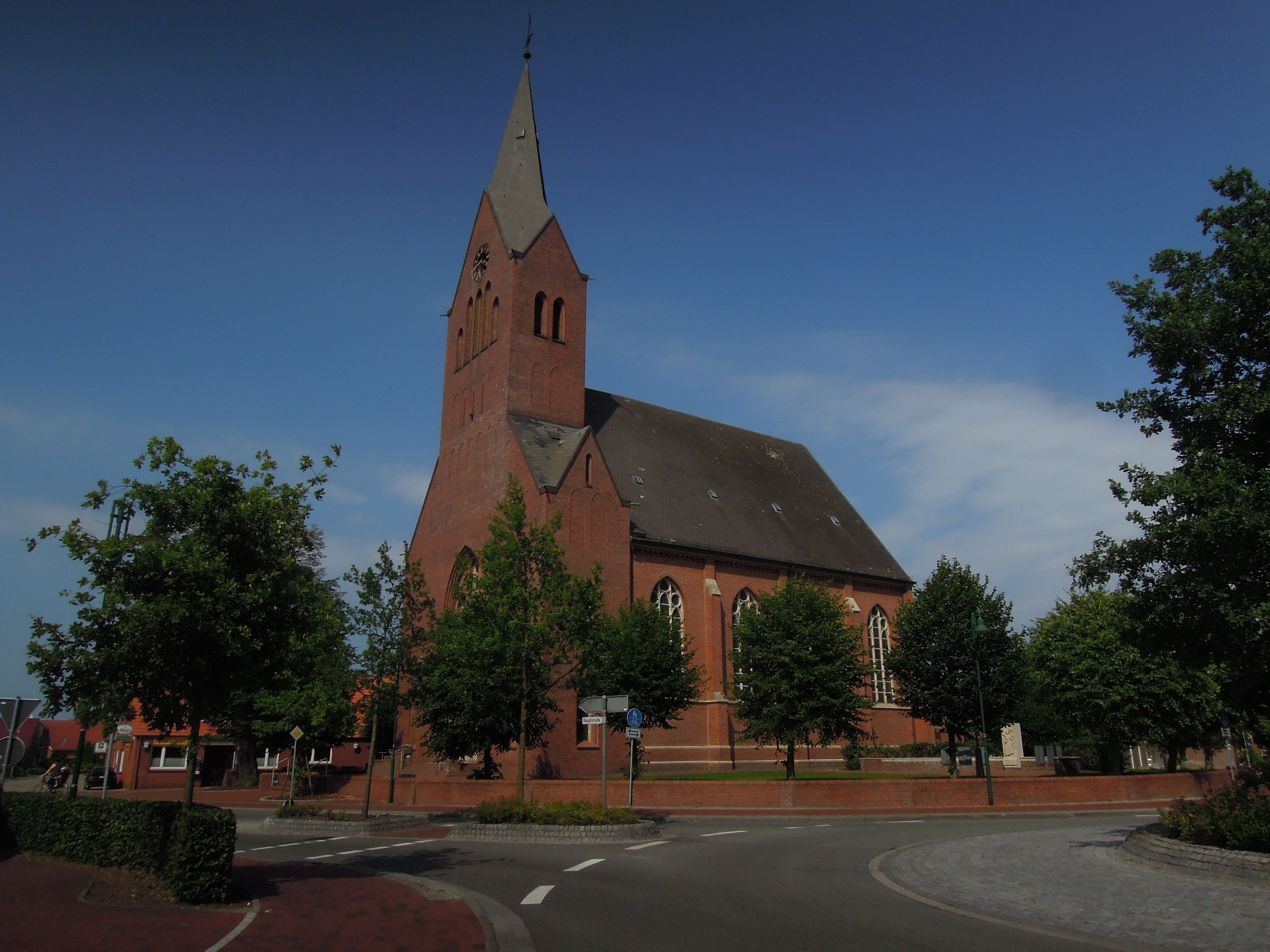
Pfarrkirche St. Jakobus

Ramsloh (saterfriesisch Roomelse) ist ein Ortsteil der Gemeinde Saterland im Landkreis Cloppenburg in Niedersachsen und Sitz der Gemeindeverwaltung.

## Geographie
Das Dorf liegt östlich der B 72. Südlicher Nachbar ist Scharrel, nördlicher Strücklingen. Im südwestlichen Teil der Gemarkung liegt das Naturschutzgebiet Esterweger Dose. Der Ort wird von der Bahnstrecke Cloppenburg–Ocholt durchquert.

## Geschichte
Ramsloh hatte in den 1850er Jahren 896 Einwohner, die sich auf die Bauerschaften Ramsloh (380) und Hollen (354) mit dem Hollener Moor (162) verteilten. Im Jahr 1910 hatte Ramsloh 1012 Einwohner.
In Ramsloh gab es in den 1850er Jahren zwei Schulen, davon eine in Ramsloh mit 120 Schülern und eine in Hollener Moor mit 22 Schülern.

### Wappen
| | Blasonierung: „In Rot auf einem goldenen (gelben), mit einem schwarzkarierten Kissen bedeckten Thronsessel eine sitzende, jugendlich gelockte Königsfigur (Karolus Rex) in goldenen (gelben) Gewand, goldenem (gelbem) Überwurf mit blauem Verschluss und goldenen (gelben) Schuhen mit blauen Beschlägen; in der linken Hand ein goldenes (gelbes) Lilienzepter, in der erhobenen Rechten ein goldener (gelber) Reichsapfel; über diesen schwebend im rechten Obereck, ein kleiner goldener (gelber) Schild, darin ein schwarzer Doppeladler in Gold (Gelb).“ |
| Wappenbegründung: Das am 16. September 1954 vom Niedersächsischen Minister des Innern verliehene Wappen ist abgeleitet vom mittelalterlichen Landessiegel des Saterlandes. Das Wappen zeigt Karl den Großen (carolus magnus), der den Friesen der Legende nach ihre weitreichenden Freiheitsrechte zugesichert hatte. Alle drei ehemaligen Gemeinden des Saterlandes führen ähnliche Wappen, die Karl den Großen zeigen und erinnern somit an die gemeinsame Verwaltungstradition. | |

### Eingemeindungen
Durch die Gebietsreform wurde Ramsloh am 1. März 1974 gemeinsam mit Scharrel und Strücklingen zur Gemeinde Saterland zusammengefasst.

## Wirtschaft und Infrastruktur
In Ramsloh befinden sich in einem Schulzentrum die Haupt- und Realschule Saterland und das Laurentius-Siemer-Gymnasium.
Südwestlich des Ortes befindet sich die Marinefunksendestelle Rhauderfehn.

## Söhne und Töchter (Auswahl)
- Hermann Bitter (1897–1982), deutscher Politiker (Zentrum)